# Mastophora obtusa
Mastophora obtusa är en spindelart som beskrevs av Cândido Firmino de Mello-Leitão 1936. 
Mastophora obtusa ingår i släktet Mastophora och familjen hjulspindlar. Inga underarter finns listade i Catalogue of Life.